# Hans Mortensen (journalist)
 Der er flere personer med dette navn, se Hans Mortensen.
Hans Mortensen (født 15. november 1958) er en dansk journalist og forfatter.
Mortensen blev uddannet journalist fra Danmarks Journalisthøjskole i 1989 og blev derefter ansat som reporter ved TV/Midt-Vest. Han kom i 1990 til Ekstra Bladet, hvor han i 1999 blev politisk redaktør. I 2002 blev han politisk reporter ved Weekendavisen.
Sideløbende med sit virke her han skrevet flere bøger om politik, herunder biografier.
I 2010 modtog han Gyldendals Faglitterære Pris for sine tre bøger: De fantastiske fire (2005), Tid til forvandling (2008) og Det, Svend mener, er (2009)
Han modtog Den Berlingske Fonds Journalistpris i 2015 sammen med Arne Hardis.